# Guilderland Center
Guilderland Center ist ein Weiler in der Town of Guilderland im Albany County, New York. Die Ortschaft liegt an der New York State Route 146 und am Black Creek, einem Nebenfluss des Normans Kill.

## Geschichte

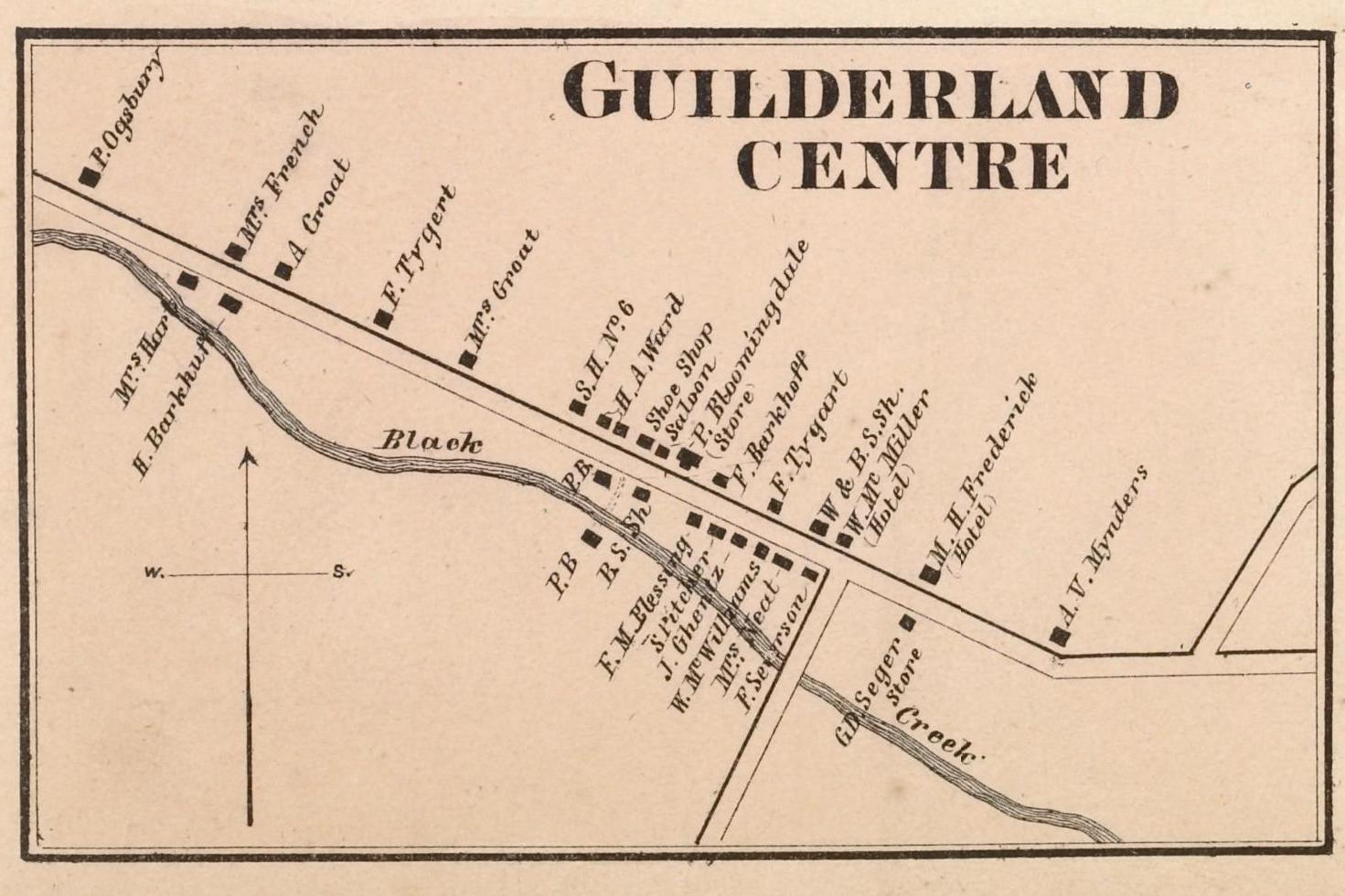
Karte von Guilderland Center von 1866

Zu Guilderland Center gehören die Fabriken, die um 1795 von Peter Broeck bei French’s Mills gebaut wurden. Dieser Name (gelegentlich auch als French’s Hollow bezeichnet) leitet sich von Abel French ab, der um 1800 seine eigene Mühle begründete. French’s Hollow und die Mühlen wurden weitgehend zerstört, als 1916 der Black Creek zum Watervliet Reservoir aufgestaut wurde. Abel Frenchs Mühle würde eingerissen, und hier entstand das Pumpenhaus. Guilderland Center wurde ursprünglich von den Einheimischen Bangall genannt, was eine Anspielung auf den schlechten Ruf war, den die Ortschaft dank Branntwein, Pferderennen und roher Sitten hatte. Um 1803, als die Town of Guilderland aus der Town of Watervliet herausgelöst wurde, kam aufgrund der zentralen Lage der heutige Name Guilderland Center in Mode, und auch das Postamt erhielt nach seiner Einrichtung diesen Namen. 1866 hatte Guilderland Center 450 Einwohner. Die 1860 erbaute District Number 6 Cobblestone School wurde hier erbaut und befindet sich, obwohl sie seit 1941 nicht mehr genutzt wird, immer noch im Eigentum des Guilderland Central School District.

## Geographie
Bei einem Weiler wie Guilderland Center sind die genauen Grenzen nicht festgelegt, doch allgemein gesehen erstreckte sich die Ortschaft entlang der New York State Route 146 vom Van Buren Boulevard westwärts bis zur Hurst Road und schließt angrenzende Gebiete entlang der School Road (Albany County Route 201) und der Depot Road (Albany County Route 202) bis zu ihrer gemeinsamen Kreuzung sowie Hurst Road und French Mill Road ein. Guilderland Center liegt südlich des Watervliet Reservoir am Black Creek.
|                     | Watervliet Reservoir                          |             |
| Village of Altamont |                                               | Guilderland |
|                     | Town of New Scotland Village of Voorheesville |             |

## Bauwerke
- Helderberg Reformed Dutch Church – im National Register of Historic Places
- St. Mark’s Lutheran Church – im National Register of Historic Places
- Frederick Crouse House – im National Register of Historic Places

## Belege
1. 1 2  George Howell und Jonathan Tenney: Bi-Centennial History of Albany: History of the County of Albany from 1609-1886. W.W. Munsell and Company, 1886, S. 852–55 (google.de [abgerufen am 10. Februar 2010]).
2. 1 2  Alice Begley und Mary Ellen Johnson: Guilderland, New York. Hrsg.: Arcadia Publishing. 1999, ISBN 0-7385-0112-3, S. 74–84 (google.de).